# Cmentarz żydowski w Sokółce
Cmentarz żydowski w Sokółce – kirkut założony w XVII wieku w Sokółce. Zajmuje powierzchnię 1,68 ha. 
Znajdująca się przy ulicach Zamenhofa i Malmeda nekropolia dzieli się na dwie części: starą i nową. Na cmentarzu zachowało się ponad dziewięćset macew, przez co zaliczany jest on do lepiej zachowanych kirkutów w województwie podlaskim.